# Henry Kronfle
Henry Fabián Kronfle Kozhaya (Guayaquil, 1972)es un ingeniero mecánico, empresario y político ecuatoriano de origen árabe. Fue el presidente de la Asamblea Nacional del Ecuador, desde el 17 de noviembre de 2023 hasta el 2 de octubre de 2024, siendo asambleísta nacional, por el Partido Social Cristiano, en los períodos 2017-2021, 2021-2023 y 2023-2024. Fue candidato presidencial por el partido anterior mencionado para las elecciones de Ecuador de 2025.

## Biografía
Tras realizar estudios en la Universidad de Miami, obtuvo el título de Ingeniero mecánico, con grado cum laude. Luego, obtuvo un diplomado en Economía y una maestría en Ingeniería Mecánica, con especialidades en Ingeniería Nuclear y Finanzas, ambos títulos obtenidos en la misma casa de estudios.
Antes de dedicarse a la política estuvo inmerso en actividades empresariales. Fue presidente de la Asociación de Industriales Latinoamericanos, entre 2008 y 2011, y de la Cámara de Industrias de Guayaquil, desde 2013 hasta el 28 de enero de 2015. También fue presidente del Comité Empresarial Ecuatoriano.

### Asambleísta

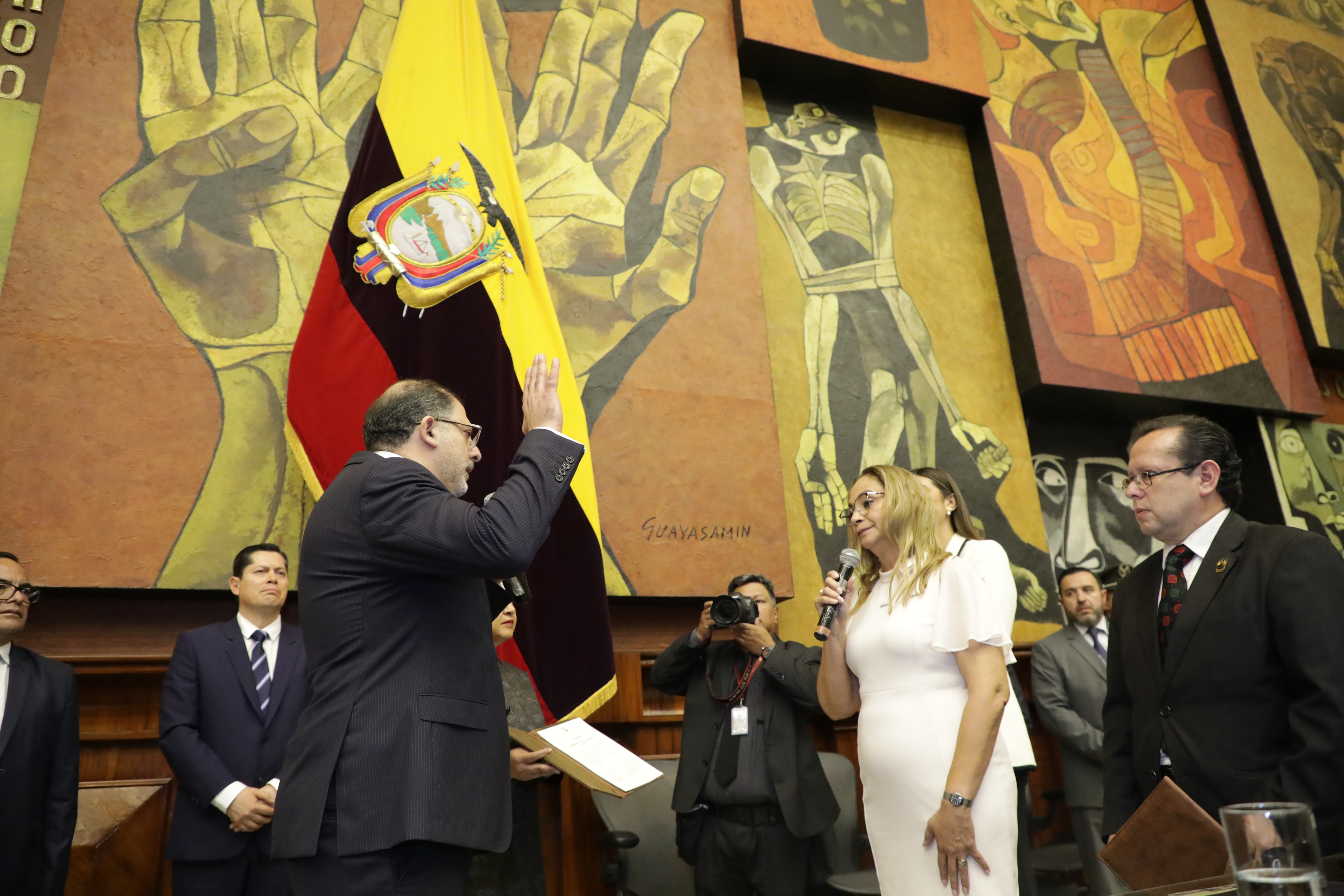
Kronfle jurando al cargo de presidente del Legislativo (2023).

En el 2017 se postuló como candidato de representación nacional a la Asamblea Nacional de Ecuador por el Partido Social Cristiano, obteniendo una curul. Durante los cuatro años de su primer periodo presentó dos proyectos de ley: el proyecto de Ley Reformatoria a la Ley de Compañías y la Reformatoria a la Ley de Régimen Tributario Interno, aunque ninguno de los dos fue aprobado.
Para las elecciones presidenciales de 2021, Kronfle se perfilaba como uno de los precandidatos a la presidencia por el mismo partido. Sin embargo, tras la elección de Cristina Reyes como candidata, y la posterior alianza con otro movimiento para presentar en conjunto la candidatura de Guillermo Lasso, fue postulado como primero en la lista de candidatos nacionales a la Asamblea de Ecuador, resultando reelecto.
Tras ser reelecto al cargo en las elecciones anticipadas de 2023, realizadas tras la declaratoria de muerte cruzada que disolvió a la Función Legislativa del período 2021-2025, fue electo como presidente de la Asamblea Nacional, el 17 de noviembre de 2023.